# Soriculus nivatus
Soriculus nivatus — вид невеликих ссавців з родини мідицевих (Soricidae). Описаний у 2023 році на основі генетичних, морфологічних і морфометричних даних.

## Етимологія
Його видова назва в перекладі з латини означає «сніговий».

## Поширення
Ендемік Китаю. Поширений у повіті Медог в окрузі Ньїнгчі в Тибеті. Мешкає у гірському тропічному лісі на сході Гімалайських гір на висоті 2560—4200 м над рівнем моря.